# Parque Nacional Kushiro-Shitsugen
O parque nacional Kushiro-Shitsugen (釧路湿原国立公園, Kushiro-shitsugen Kokuritsu Kōen) é um parque nacional localizado no leste da ilha de Hokkaido, Japão, entre a cidade de Kushiro e o Parque Nacional Akan. Ele foi designado como um parque nacional em 31 de julho de 1987. O parque é conhecido por seus extensos ecossistemas de zonas úmidas; a região era coberta pelo mar, cujo nível diminuiu e deu origem à área alagada, e os depósitos acumulados ao longo de aproximadamente 3000 anos resultaram nas charnecas que compõem a paisagem atual.
O parque Kushiro-shitsugen (Zonas úmidas de Kushiro ou Pântano, planícies inundáveis de Kushiro) cobre uma área de 268,61 quilômetros quadrados na Planície de Kushiro (Kushiro-heya), e comporta as maiores áreas de canaviais do Japão.O rio Kushiro, com 154 quilômetros de comprimento, que se origina no lago Kussharo, serpenteia através de boa parte do parque. Em 1967, as zonas úmidas (shitsugen) tinham sido designadas como um monumento natural nacional. Por essa razão, o acesso é estritamente limitado e a paisagem, típica de Hokkaido, foi preservada.

## Fauna e flora

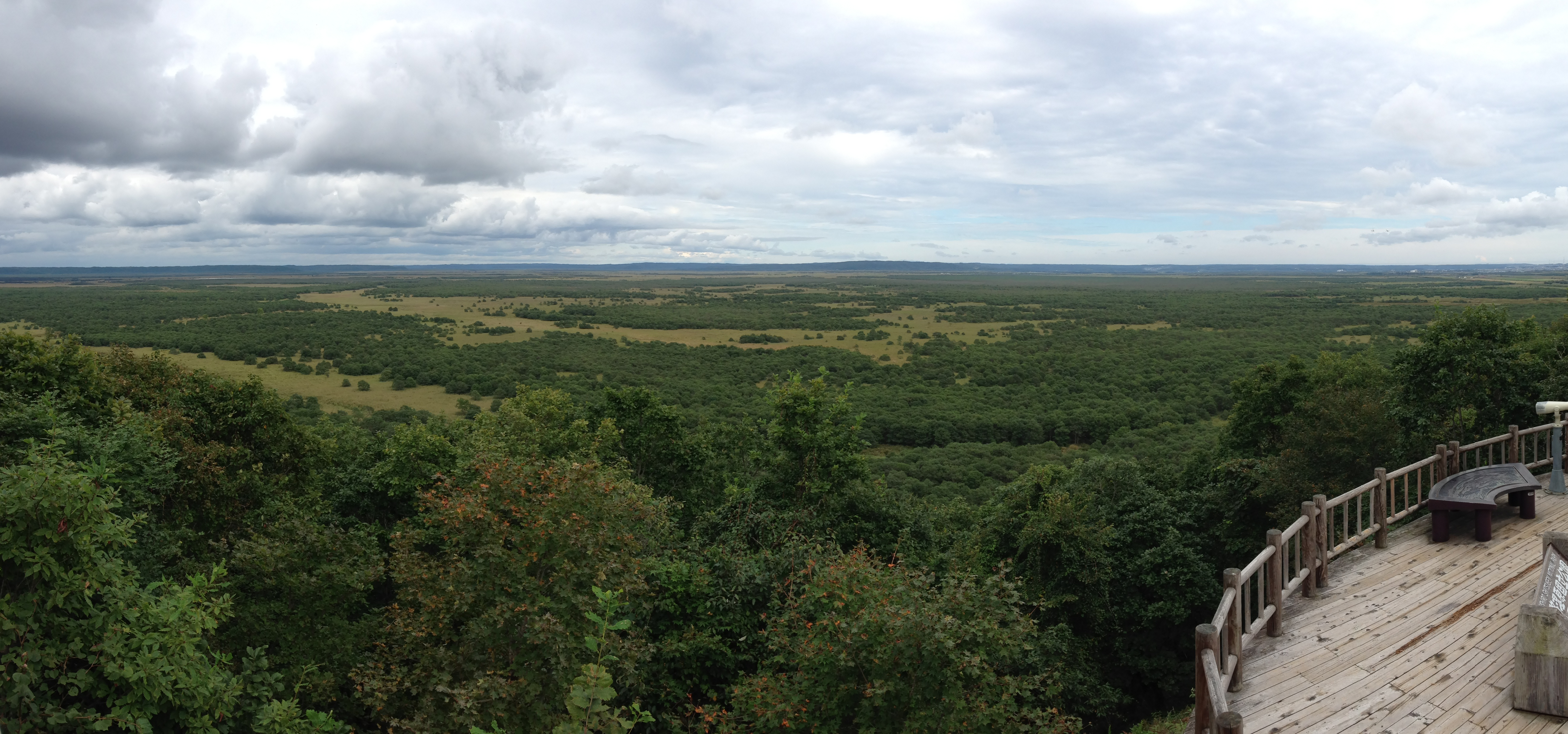
Uma vista panorâmica de Kushiro Marsh, setembro de 2014

Caniços, esfagnos de pântano, matas de amieiro, rios que se curvam-se livremente para frente e para trás, grupos de lagos e pântanos, e outros ecossistemas úmidos compõem o variado ambiente do parque. Kushiro-shitsugen é lar para mais de 600 espécies de plantas, além de 26 de mamíferos, 9 de répteis e anfíbios, 170 de aves, 1150 de insetos e 34 de peixes conhecidas. O parque também é um refúgio valioso para diversas espécies selvagens de animais, como o grou-da-manchúria (Grus japonensis, conhecidos como tancho em japonês) cuja única população conhecida nos dias atuais habita o parque, hucho-hucho (Hucho perryi), salamandra siberiana (Salamandrella keyserlingii) e libélulas (Leucorrhinia intermedia no ijimai).
Dentro do parque, há centros especializados na preservação dos grous-da-manchúria. A espécie, que chegou a ser declarada extinta no começo do século XX, habita a região. Santuários para conservação e centros de reprodução, áreas de observação e centros onde os animais podem ser alimentados ficam espalhados pela extensão de Kushiro-Shitsugen.